# ترچینا
ترچینا (به ایتالیایی: Trecchina) یک کومونه در ایتالیا است که در استان پوتنزا واقع شده‌است.

## خصوصیات
ترچینا ۳۷ کیلومترمربع مساحت و ۲٬۴۰۴ نفر جمعیت دارد و ۵۰۰ متر بالاتر از سطح دریا واقع شده‌است.